# Конвенція про транскордонне забруднення повітря
Конве́нція про транскордо́нне забру́днення пові́тря на вели́кі ві́дстані — міжнародно-правовий документ, розроблений під егідою Європейської економічної комісії ООН (ЄЕК ООН) та підписаний 13.XI 1979 у м. Женеві (Швейцарія). Набула чинності 16.III 1983.

## Протоколи
До Конвенції були прийняті додатково декілька протоколів:
- Протокол про довгострокове фінансування Спільної програми спостереження й оцінки поширення забруднювачів повітря на великі відстані в Європі (ЄМЕП) (Женева, Швейцарія, 28 вересня 1984);
- Протокол про скорочення викидів сірки або їх транскордонних потоків принаймні на 30 відсотків (Гельсінкі, Фінляндія, 8 липня 1985);
- Протокол про обмеження викидів окислів азоту або їх транскордонних потоків (Софія, Болгарія, 31 жовтня 1988);
- Протокол про обмеження викидів летких органічних сполук або їх транскордонних потоків[en] (Женева, Швейцарія, 18 листопада 1991);
- Протокол про подальше скорочення викидів сірки[en] (Осло, Норвегія, 14 червня 1994);
- Протокол про важкі метали[en] (Орхус, Данія, 24 червня 1998);
- Протокол про стійкі органічні забруднювачі (Орхус, Данія, 24 червня 1998);
- Протокол про боротьбу з підкисленням, евтрофікацією та приземним озоном[en] (Гетеборг, Швеція, 30 листопада 1999);